# Aéroport de Chiayi
Pour les articles homonymes, voir CYI.
L'aéroport de Chiayi (en chinois traditionnel : 嘉義航空站), (code IATA : CYI • code OACI : RCKU) est un aéroport commercial de Taîwan.

## Situation
| \| 20 km1:1 721 000 \| Taipei-Taoyuan Taipei Songshan Kaohsiung Taichung Tainan Hualien Chiayi Lutao Hengchun Kinmen Magong Beigan Nangan Lanyu · île des Orchidées Pingtung Tchimeï Taitung Wangan |
| 20 km1:1 721 000 |

## Statistiques
Pour des raisons techniques, il est temporairement impossible d'afficher le graphique qui aurait dû être présenté ici.

Voir la requête brute et les sources sur Wikidata.

## Compagnies aériennes
| Compagnies | Destinations   |
| ---------- | -------------- |
| Uni Air    | Kinmen, Magong |

Édité le 14/06/2019